# Provincia de Tarento
Tarento (en italiano Provincia di Taranto) es una provincia de la región de Apulia, en Italia. Su capital es la ciudad de Tarento.
Tiene un área de 2437 km², y una población total de 579.521 hab. (2001). Hay 29 municipios en la provincia (fuente: ISTAT, véase este enlace).